# Дяволско желание
Дяволско желание е вторият студиен албум на певицата Преслава. Издаден е от Пайнер през ноември 2005 г. и включващ 12 песни. Наименуван е по хита на певицата „Дяволско желание“.

## Песни
| #  | Песен                                   | Музика               | Аранжимент           | Текст             |
| -- | --------------------------------------- | -------------------- | -------------------- | ----------------- |
| 1  | Финални думи                            | Цветан Чакъров       | Цветан Чакъров       | Мариета Ангелова  |
| 2  | Нямам право                             | K. Papadopoulos      | Ленко Драганов       |                   |
| 3  | Дяволско желание                        | Велислав Драганински | Велислав Драганински | Мариета Ангелова  |
| 4  | Безразлична                             | K. Papadopoulos      | Велислав Драганински | Мариета Ангелова  |
| 5  | Лъган си и ти                           | Стамен Янев          | Светослав Лобошки    | Лиляна Димова     |
| 6  | Точно това искам                        | Велислав Драганински | Велислав Драганински | Лиляна Димова     |
| 7  | Не ми говори за любов (дует с DJ Джери) | Велислав Драганински | Велислав Драганински | Мариета Ангелова  |
| 8  | Обещание                                | Велислав Драганински | Велислав Драганински | Лиляна Димова     |
| 9  | Завинаги твоя                           | Велислав Драганински | Велислав Драганински | Лиляна Димова     |
| 10 | Не съм за теб                           | Димитър Петров       | Димитър Петров       | Свобода Даскалова |
| 11 | Сто причини                             | Велислав Драганински | Велислав Драганински | Мариета Ангелова  |
| 12 | Горчиви спомени (ремикс)                | Велислав Драганински | Велислав Драганински | Мариета Ангелова  |

## Видеоклипове
| Видеоклип        | Премиера | Албум            | Режисьор                      |
| ---------------- | -------- | ---------------- | ----------------------------- |
| Дяволско желание | 2005     | Дяволско желание | Николай Скерлев               |
| Завинаги твоя    | 2005     | Дяволско желание | Николай Скерлев               |
| Финални думи     | 2005     | Дяволско желание | Николай Скерлев               |
| Нямам право      | 2006     | Дяволско желание | Петьо Картулев/Николай Нанков |

## ТВ Версии
| Видеоклип        | Албум            | Програма                                                                  |
| ---------------- | ---------------- | ------------------------------------------------------------------------- |
| Дяволско желание | Дяволско желание | Пролетно парти 2005, Промоция „Не съм ангел“                              |
| Сто причини      | Дяволско желание | Концерт-промоция „Обич“                                                   |
| Безразлична      | Дяволско желание | Промоция „Не съм ангел“                                                   |
| Обещание         | Дяволско желание | Коледна програма „Рождество“                                              |
| Нямам право      | Дяволско желание | Промоция „Всичко води към теб“, Новогодишна програма „Новогодишен тайфун“ |
| Лъган си и ти    | Дяволско желание | Новогодишна програма „Новогодишен тайфун“                                 |

## Музикални изяви

### Участия в концерти
- Турне „Планета Прима“ 2005 – изп. „Нямаш сърце“, „Горчиви спомени“, „Завинаги твоя“, „Mили мой“, „Mразя те“, „Обичам те“ и „Дяволско желание“
- 4 години телевизия „Планета“ – изп. „Финални думи“
- Награди на телевизия „Планета“ за 2005 г. – изп. „Дяволско желание“ и „Нямам право“
- Награди на списание „Нов фолк“ за 2005 г. – изп. „Дяволско желание“, „Финални думи“ и „Нямам право“
- Турне „Планета Прима“ 2006 – изп. „Финални думи“, „Предай се на желанието“, „Лъган си и ти“, „Нямам право“, „Безразлична“, „Дяволско желание“ и „И когато съмне“